# Kamienica Polska (gmina)

Gmina na tle zmieniającego się podziału administracyjnego powiatu częstochowskiego

Kamienica Polska – gmina wiejska w Polsce położona w województwie śląskim, w powiecie częstochowskim. W latach 1975–1998 gmina administracyjnie należała do województwa częstochowskiego.
Siedziba gminy to Kamienica Polska.
Według danych z 30 czerwca 2004 gminę zamieszkiwało 5585 osób. Stan ludności na dzień 7.03.2007 r. – 5466, w tym kobiet – 2833, mężczyzn – 2633. Natomiast według danych z 31 grudnia 2017 roku gminę zamieszkiwało 5610 osób.

## Historia
Gmina Kamienica Polska powstała za Królestwa Polskiego w 1868 roku z części zniesionej gminy Poczesna (z drugiej części powstała gmina Bargły). Jednostka należała do powiatu częstochowskiego w guberni piotrkowskiej. Przed 1880 gmina Kamienica Polska wchłonęła gminę Bargły. Natomiast w 1923 roku z gminy Kamienica Polska (wtedy już o obszarze gminy Poczesna sprzed 1868) wyodrębniono nową gminę Poczesna o podobnym zasięgu terytorialnym co gmina Bargły po 1868 roku.
Podczas II wojny światowej Niemcy zmienili nazwę miejscowości na Hochsteinau. Stała się ona siedzibą okręgu urzędowego (niem. Amtsbezirk) w powiecie Blachownia w rejencji opolskiej w prowincji Śląsk (od stycznia 1941 roku w nowej prowincji Górny Śląsk) III Rzeszy.
W latach 1954–1973 wieś była siedzibą gromady.

## Transport

### Drogi
Przez gminę przebiegają następujące drogi krajowe oraz wojewódzkie:
- 91 Gdańsk - Toruń - Włocławek - Łódź - Piotrków Trybunalski - Częstochowa - Podwarpie
- 791 Trzebinia - Olkusz - Zawiercie - Myszków - Poraj - Kolonia Poczesna

W gminie biegną drogi powiatowe:
| Numer drogi | Przebieg | Długość drogi w (km) |
| ----------- | --- | -------------------- |
| 1011S       | Osiny - Dębowice | 3,4                  |
| 1023S       | Kamienica - Kamieńskie Młyny - Pakuły - Rudnik Mały - Rudnik Wielki (ul. Słoneczna) - Kamienica Polska (ul. Konopnickiej) - Kolonia Borek | 8,15                 |
|             | | 11,55                |

## Struktura powierzchni
Według danych z roku 2002 gmina Kamienica Polska ma obszar 46,72 km², w tym:
- użytki rolne: 48%
- użytki leśne: 41%

Gmina stanowi 3,07% powierzchni powiatu.

## Demografia

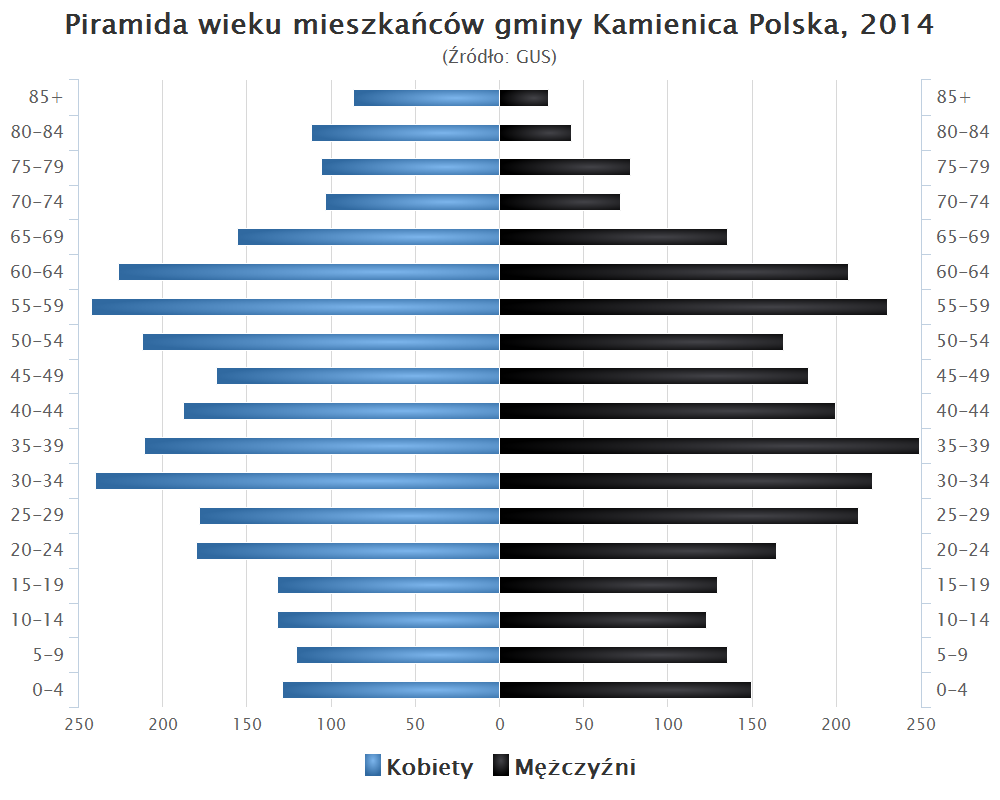
Piramida wieku mieszkańców gminy Kamienica Polska w 2014 roku

Dane z 30 czerwca 2004:
| Opis                              | Ogółem | Ogółem | Kobiety | Kobiety | Mężczyźni | Mężczyźni |
| --------------------------------- | ------ | ------ | ------- | ------- | --------- | --------- |
| Jednostka                         | osób   | %      | osób    | %       | osób      | %         |
| Populacja                         | 5585   | 100    | 2901    | 51,9    | 2684      | 48,1      |
| Gęstość zaludnienia [mieszk./km²] | 119,5  | 119,5  | 62,1    | 62,1    | 57,4      | 57,4      |

## Sołectwa
Kamienica Polska, Osiny, Rudnik Wielki, Zawada, Zawisna, Wanaty, Romanów.
Miejscowości bez statusu sołectwa: Gajówka Osiny, Hucisko, Podlesie,  Kolonia Klepaczka.

## Sąsiednie gminy
Koziegłowy, Olsztyn, Poczesna, Poraj, Starcza, Woźniki